# Saison 1 de Léo Mattéï, Brigade des mineurs
 (janvier 2016).
Si vous disposez d'ouvrages ou d'articles de référence ou si vous connaissez des sites web de qualité traitant du thème abordé ici, merci de compléter l'article en donnant les références utiles à sa vérifiabilité et en les liant à la section « Notes et références ».
Chronologie
Saison 2
Cet article présente les épisodes de la première saison de la série télévisée Léo Mattéï, Brigade des mineurs.

## Distribution

### Acteurs principaux
- Jean-Luc Reichmann : Commandant Léo Mattéï
- Samira Lachhab : Lieutenant Clara Besson
- Florence Maury : Lieutenant, psychologue Jeanne Delorme
- Alexandre Achdjian : Lieutenant Jonathan Nassib
- Stéphane Boucher : Commissaire Divisionnaire Michel
- Doudou Masta : Commandant Lemeur

### Acteurs invités
- Pauline Cheviller : Julia Vannier (épisode 2)
- Léo Riehl : Mathis Magnier (épisode 1)
- Marie Puil : Romane Durieux (épisode 2)
- Garance Mazureck : Garance Clément (épisode 2)
- Laetitia Lacroix : Sabine Magnier (épisode 1)
- Christophe Kourotchkine  : Stéphane Clément (épisode 2)
- Eric Savin : Pierre Magnier (épisode 1)
- Anne-Sophie Girard : Infirmière de Mathis (épisode 1)
- Patricia Thibault : Emma Clément (épisode 2)
- Jean-Michel Meunier : Eric Durieux (épisode 2)
- Anne Lemoël : Hélène Durieux (épisode 2)
- Francis Renaud  : Bruno Deniard (épisode 1)
- Aurélie Boquien : Céline Vannier (épisode 2)
- Emmanuelle Hauck : Emmanuelle Deniard (épisode 1)
- Kimberly Zakine : Laura Deniard (épisode 1)
- Thomas Silberstein : Quentin Laroche (épisode 2)

## Liste des épisodes

### Épisode 1:Les Yeux dans le dos
- France : 12 décembre 2013 sur TF1

- Alexis David

- Yann Le Gal

- -  France : 6 342 000 soit 24,4 % de PDM[1]

### Episode 2: Alerte: disparitions
- France : 12 décembre 2013 sur TF1

- Alexis David

- Yann Le Gal